# Leptocythere
Leptocythere is een geslacht van kreeftachtigen uit de klasse van de Ostracoda (mosselkreeftjes).

## Soorten
Voor de volledige soortenlijst zie: WoRMS - World Register Of Marine Species